# Vitrification (science-fiction)
Pour les articles homonymes, voir Vitrification (homonymie).
 (septembre 2024).
Si vous disposez d'ouvrages ou d'articles de référence ou si vous connaissez des sites web de qualité traitant du thème abordé ici, merci de compléter l'article en donnant les références utiles à sa vérifiabilité et en les liant à la section « Notes et références ».
La vitrification telle qu’on l’imagine dans la science-fiction désigne un bombardement de radiations nucléaires d’une intensité telle, qu’il provoque la fonte de la surface d'une planète : la couche de silice liquide, en se refroidissant, forme une chape de matière vitreuse.

## Exemples
Ce thème fait partie du cycle de Dune, de Frank Herbert, des Hérétiques de Dune, ainsi du quatrième tome de La Maison des mères de l’édition pocket. On le retrouve également dans StarCraft, lorsqu’on parle de la vitrification de Korhal, dans Halo, où les Covenants détruisent les colonies humaines en les vitrifiant avec du plasma surchauffé, ainsi que dans de nombreux autres univers imaginaires où les humains disposent d'armes nucléaires.